# Burzsoá Nyugdíjasok
A Burzsoá Nyugdíjasok 1996 és 2004 közt működött pécsi punkegyüttes, „a magyar punk humoros ágának egyetlen hiteles zenekara”.

## Története
Tagjai a Pécsi Tudományegyetem Művészeti Karának rajz-vizuális nevelés szakos hallgatóiként találkoztak. (Hasonlóan a Bizottság együttes tagjaihoz, ők is képzőművészek.) Öreguras művészneveik és álöltözeteik miatt sokan elképzelni sem tudták – Pécsen kívül–, hogy kik ők.
Nagy sikerrel léptek fel a Sziget Fesztiválon. Különféle pécsi és fővárosi zenés szórakozóhelyeken is játszottak. 2001-ben Jancsó Miklós egyik filmjében egy betétdalt adtak elő. Munkakapcsolatukról több festményt készítettek. Szállóigévé vált az Amikor én még kissrác voltam című dalszövegük szociológiai felméréseken alapuló felütése: „A fiatal divatbuzik a Pepsi-szigetre járnak lázadozni – a szülők pénzén!!!” (Pécsett hatalmas graffitiként is olvasható, akárcsak „A punk nem halt meg, csak megöregedett” szlogenük.)
A Burzsoák 2004 óta szüneteltetik zenei tevékenységüket, ugyanis vagy 400 ezer forintot költöttek Olcsó játék hülyegyerekeknek című lemezük kiadására, és a koncertjeik bevételét ebbe kellett visszaforgatniuk, CD-jüket viszont bezúzatták. „Az együtt töltött 8–10 év zenélés felemelő volt, ám belefáradtunk” – nyilatkozta Sas Miklós, akinek képzőművészeti kiállításokon láthatóak munkái, olykor a DLA-képzést végzett, egyetemen oktató Benedek Barnával közösen. Csordás Dániel a wan2 magazin képregényrajzolója lett, egyebek mellett.
2008-ban megjelent az együttes történetének és performanszainak minden fontosabb elemét (fotók, dalszövegek, festmények, plakátok, újságcikkek, filmrészletek stb.) bemutató művészeti album tizenkétezer forintos áron, valamint hosszas várakozás után „napvilágot látott” Csordás doktor sötét tónusú, Nocturne című képregényalbuma is, mely még 2003-ban elnyerte a Konkrét Könyvek irodalmi pályázatának első díját képregény kategóriában.

## Zenei világuk
Zenéjüket a legprimitívebb hangszeres megoldások jellemzik. Előadásuk performansz is egyben, ahol rendpárti idős férfiakat alakítanak. Dalszövegük is erre jellemző, például: „Mindkét háborút megéltem / pénzeszsákkal a hátamon…Voltam cserkész, nyilas, ávós / Burzsoá nyugdíjasok”, és ez még a szolídabbak közül való.

## Diszkográfia

### Lemezek

#### Idősebbek is elkezdhetik
Kazetta, szerzői kiadás 1998
1. Antal Imre
2. Sajnálatos véletlenek
3. Unokáink sem fogják látni (Ráday Mihálynak)
4. Katonadolog (In memoriam Klári Katona)
5. Amikor én még kissrác voltam…
6. Bezzeg az én időmben…
7. Gegen Nárcisz
8. Burzsoá nyugdíjasok (Induló)
9. Horváth Charlie
10. Elég!!!
11. Aber zu meiner Zeit
12. Az igazság fáj (Family Frost)
13. Totális átbaszás
14. Televízió

#### Olcsó játék hülyegyerekeknek
CD, szerzői kiadás, 2001
1. Be a kuplerájba!
2. Kádár János
3. Közlekedj okosan!
4. Nosztalgia
5. Rohanó világunk
6. Bunkó pestiek!
7. Olcsó játék hülyegyerekeknek
8. Mennyből az angyal
9. Rózsaszál
10. A 21-ből nem engedek
11. Kálmán
12. Hajtóvadászat öregekre
13. Szar a egész
14. Unser hastendes Jahrhundert

### Filmek
- Utolsó vacsora az Arabs Szürkénél – zene, szereplők (2001)
- Kelj fel, komám ne aludjál – zene, szereplők (2002)